# Euonthophagus aeneobrunneus
Euonthophagus aeneobrunneus là một loài bọ cánh cứng trong họ Bọ hung (Scarabaeidae).